# La Recueja
La Recueja község Spanyolországban, Albacete tartományban. Lakosainak száma 221 fő (2024).

## Földrajza
La Recueja Alatoz, Jorquera, Abengibre, Alcalá del Júcar és Villavaliente községekkel határos.

## Népesség
A település lakosságának változását az alábbi diagram mutatja:
| Lakosok száma | 336  | 323  | 320  | 320  | 301  | 278  | 279  | 242  | 225  | 221  |
|               | 2001 | 2004 | 2006 | 2009 | 2011 | 2014 | 2016 | 2019 | 2021 | 2024 |